# Зариньш, Хейнрихс
Хейнрихс Зариньш (латыш. Heinrihs Zariņš; 3 декабря 1907, Лубанская волость, Венденский уезд — 21 октября 1986, Лапмежциемс) — латвийский журналист, редактор.
Изучал педагогику в Латвийском университете. С 1927 года член редколлегии газеты Brīvā Zeme, с 1938 года её главный редактор. Одновременно в 1934—1935 гг. главный редактор ежемесячного журнала Nākotnes Spēks. Занимал также пост секретаря Общества латвийской прессы. Считался одной из ключевых фигур латвийской культурной элиты времён диктатуры Карлиса Улманиса. После советской оккупации Латвии 27 июня 1940 года уволен из газеты Brīvā Zeme, спустя полтора месяца газета была закрыта.
Был среди латвийских политиков и деятелей культуры, подписавших 17 марта 1944 года Меморандум Латвийского центрального совета с требованием восстановления независимости Латвии.